# Pseudenyo
Pseudenyo is een geslacht van vlinders uit de onderfamilie Macroglossinae van de familie pijlstaarten (Sphingidae).

## Soorten
- Pseudenyo benitensis Holland, 1889